# Stufetta du cardinal Bibbiena
La Stufetta du cardinal Bibbiena est une petite pièce au troisième étage du Palais apostolique, au Vatican, en bordure de la Loggetta du cardinal Bibbiena. Elle est célèbre pour un cycle de fresques de l'école de Raphaël reproduisant des décorations de style antique.    

## Histoire
La stufetta, c'est-à-dire une salle de bains privée, faisait partie de l'appartement du cardinal Bibbiena. Deux lettres envoyées par Bibbiena à Pietro Bembo clarifient les détails chronologiques de l'entreprise en 1516 : la première (19 avril) demande conseil pour de nouveaux motifs mythologiques à représenter ; dans la seconde (20 juin), l'achèvement des travaux est annoncé. 
Au XVIIIe siècle, Vincenzo Camuccini la transforma en chapelle en recouvrant les murs de planches et la voûte de toile ; une fois libéré, il a repris ses études.[Quoi ?]
En 1890 Dollmayr a reconnu les motifs mythologiques dans Ovide et Maurus Servius Honoratus. 
Au XIXe siècle, en raison d'une interprétation incorrecte, elle a également été appelée la Retraite de Jules II.
Quant à l'attribution, les œuvres sont presque en accord avec les assistants de Raphaël basées sur un dessin du maître, notamment Jules Romain, Giovan Francesco Penni et d'autres.

## Description
Il s'agit d'une pièce de plan carré (2,52 m de côté) recouverte d'une voûte croisée, décorée de fresques et de stuc sur le modèle de la Domus aurea.  
La capacité à recréer la décoration antique fait partie des intérêts archéologiques de Raphaël et de la cour papale de ces années : ce n'est pas un hasard si l'artiste s'est engagé dans l'entreprise de recréer un plan de la Rome impériale. 

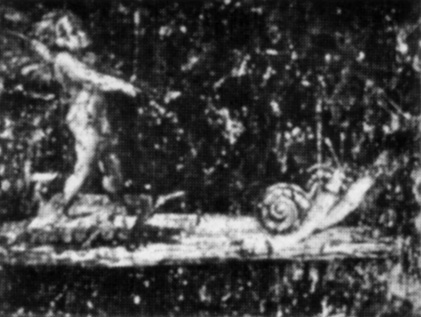
Putto tiré par des escargots.
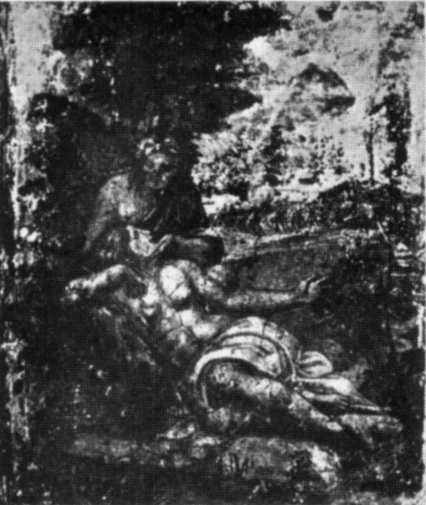
Vénus et Adonis.
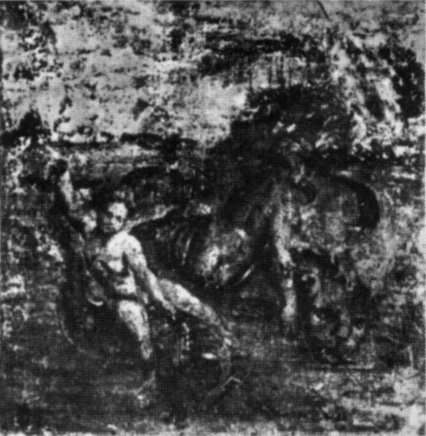
Vénus et Cupidon menés par des dauphins.
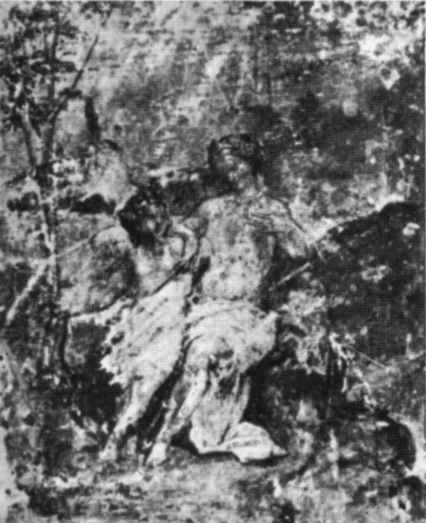
Vénus blessée par l'Amour.

## Articles associés
- Grotesque
- Loggetta du cardinal Bibbiena
- Loggia de Raphaël